# Malthinus nigrescens
Malthinus nigrescens es una especie de coleóptero de la familia Cantharidae.

## Distribución geográfica
Es endémica de Gran Canaria, en las islas Canarias (España).